# Иван Въжаров (фабрикант)
Вижте пояснителната страница за други личности с името Иван Въжаров.
Иван П. Въжаров е български фабрикант, родоначалник на въжарската индустрия в България.

## Биография
Иван Въжаров е роден през 1858 г. в село Слишовци, Трънско. Произхожда от стара трънска фамилия, занимаваща с въжарство, което Иван Въжаров усвоява по наследство още от детство. В желанието си да се специализира и запознае с новата техника по въжарството, както и да проучи основно конопената култура, заминава в чужбина и обхожда почти цяла Европа. След завръщането си към 1883 г. основава въжарски работилници в Пловдив и Чирпан, а след това и в Цариброд. Въжарските му работилници са запалени заедно с целия инвентар. Това не отчайва Иван Въжаров.  През 1901 г. той се заселва в софийския квартал Павлово, югоизточно от пивоварната фабрика, възстановява своите работилници, които слива на едно място, и през 1902 г. открива, заедно с Цоньо Паяков, първата въжарска фабрика в България - за конопени въжета, канап и други конопени изделия. Фабриката първоначално е с основен капитал 50 000 лева и с 15 работници. През 1912 г. е с основен капитал 200 000 лева и 150 работници. Общата двигателна сила е 125 конски сили. След 20-годишно сътрудничество Въжаров и Паяков се разделят по взаимно съгласие. През 1924 г. фабриката е преобразувана в акционерно дружество. По-късно на мястото на фабриката е построен текстилният завод „Пролетарии“.
Иван Въжаров поставя началото на конопената култура в България, като закупува от чужбина конопени и ленени семена, които раздава първоначално безплатно на населението, а впоследствие срещу коноп. По негова инициатива са създадени 3 – 4 въжарски фабрики, 10 производствени кооперации и повече от 45 работилници в България.
Основател е на първата българска производствена кооперация „Влакнодай“ за коноп и лен, която обединява видни наши специалисти и общественици. Той притежава 14 златни и сребърни медала, 8 почетни дипломи за своето производство от международните изложения в Пловдив, Лондон, Брюксел, Лиеж, Милано, Виена, Санкт Петербург, Чикаго и др. Специално за конопената култура, той е бил награден от международните изложения в Лондон и Чикаго – за изпратените от него израстъци от коноп 6,25 m и лен 1,35 m (запазени в Агрономическите музеи), с най-високото отличие „Гранд при“, рекорд в целия свят.
Умира през 1931 г. Погребан е в парцел 31 в Централните софийски гробища.